# Fendt 300 Vario
Der Fendt 300 Vario ist eine Traktorbaureihe von Fendt, die bereits in der vierten Generation angeboten wird. Erstmals vorgestellt wurde die Baureihe 2005. Seit 2006 ist sie bestellbar. Die seit 2020 angebotene vierte Generation wurde bezüglich der Bedienung überarbeitet.

## Erste Generation (2006–2012)

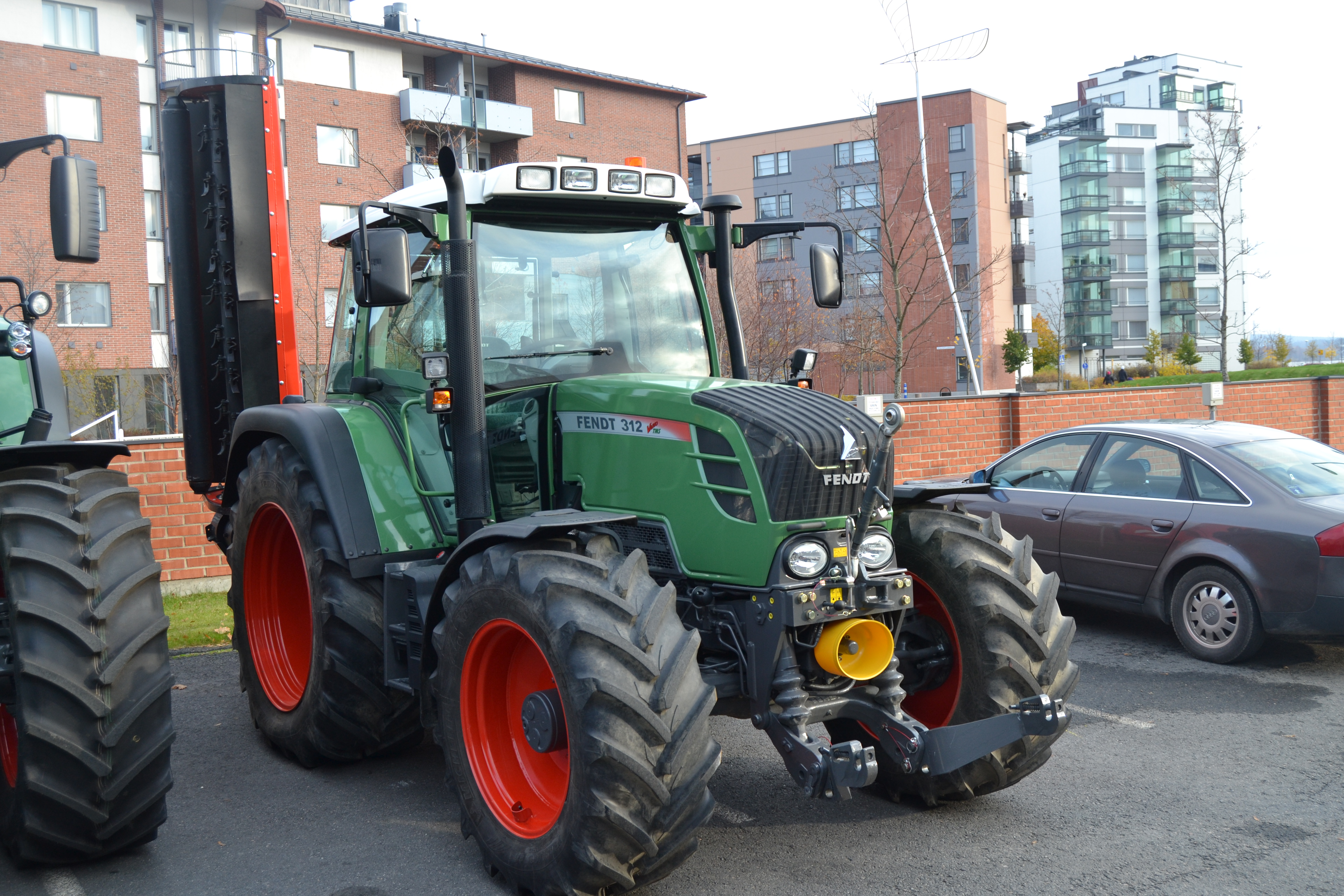
Fendt 312 Vario der ersten Generation

Der Fendt 300 Vario wurde 2006 in den Markt eingeführt, um die Baureihe Farmer 300 Ci abzulösen. Im Gegensatz zum Vorgänger wurde das stufenlose Vario-Getriebe eingebaut. Angetrieben wird das Modell von einem 4-Zylinder-Deutz-Motor.

### Modelle
| Modell    | Motor                | Maximalleistung in kW (PS) nach EG-Richtlinie 97/68 | max. Drehmoment in Nm | Leergewicht in kg (Allrad) |
| --------- | -------------------- | --------------------------------------------------- | --------------------- | -------------------------- |
| 309 Vario | Deutz TCD 2012 L4 4V | 73 (99)                                             | 1450                  | 4130                       |
| 310 Vario | Deutz TCD 2012 L4 4V | 80 (109)                                            | 1450                  | 4130                       |
| 311 Vario | Deutz TCD 2012 L4 4V | 88 (119)                                            | 1450                  | 4190                       |
| 312 Vario | Deutz TCD 2012 L4 4V | 95 (129)                                            | 1450                  | 4350                       |

## Zweite Generation (2012–2015)

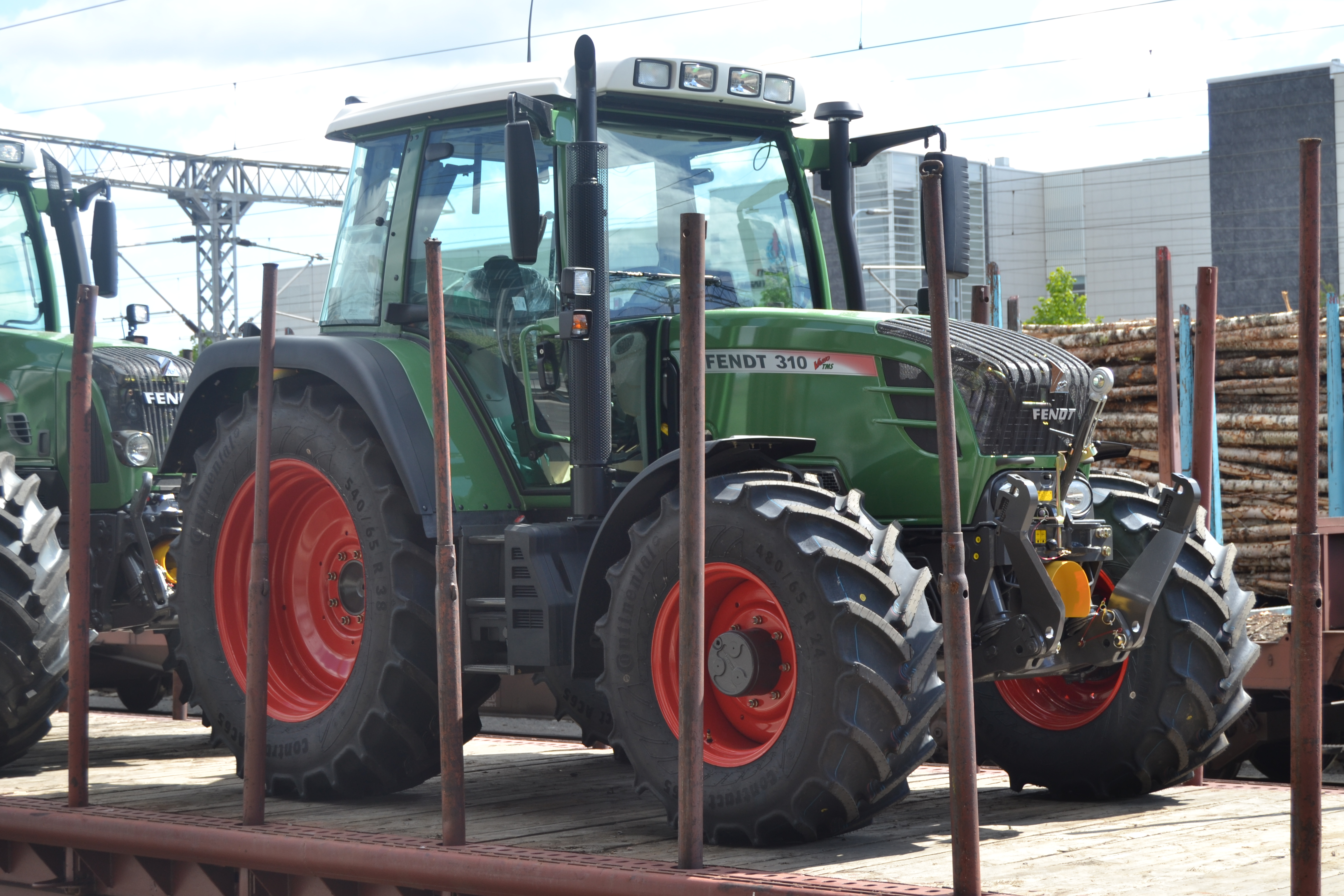
Fendt 310 Vario der zweiten Generation

Die zweite Generation wurde um das neue Topmodell 313 Vario erweitert und 2012 eingeführt.

### Modelle
| Modell    | Motor            | Maximalleistung in kW (PS) nach EG-Richtlinie 97/68 | max. Drehmoment in Nm | Leergewicht in kg (Allrad) |
| --------- | ---------------- | --------------------------------------------------- | --------------------- | -------------------------- |
| 309 Vario | Deutz TCD 4.1 L4 | 68 (93)                                             | 1450                  | 4230                       |
| 310 Vario | Deutz TCD 4.1 L4 | 76 (103)                                            | 1450                  | 4290                       |
| 311 Vario | Deutz TCD 4.1 L4 | 83 (113)                                            | 1450                  | 4290                       |
| 312 Vario | Deutz TCD 4.1 L4 | 90 (122)                                            | 1450                  | 4450                       |
| 313 Vario | Deutz TCD 4.1 L4 | 98 (133)                                            | 1450                  | 4450                       |

## Dritte und vierte Generation (seit 2015)
Die dritte Generation wurde im Juli 2014 gemeinsam mit dem Fendt 1000 Vario bei einer Pressekonferenz auf Schloss Neuschwanstein vorgestellt. Der Traktor erhielt eine neue Kabine mit hochgezogener Frontscheibe, um Arbeiten mit Frontlader übersichtlicher zu gestalten. Nachdem in der 200 Vario Serie bereits seit 2009 AGCO-Motoren zum Einsatz kommen, werden nun auch im 300 Vario AGCO-Motoren eingebaut. Das Einstiegsmodell ist nun der 310 Vario. 2019 wurde die Baureihe nach oben um den 314 Vario ergänzt. Seit 2020 wird der 300 Vario mit der Joystick-Bedienung FendtOne angeboten.

### Modelle
| Modell                            | Motor          | Maximalleistung in kW (PS) nach ECE R 120 | max. Drehmoment in Nm | Leergewicht in kg (Allrad) |
| --------------------------------- | -------------- | ----------------------------------------- | --------------------- | -------------------------- |
| 310 Vario                         | AGCO 44 AWF HD | 83 (113)                                  | 485                   | 4810                       |
| 311 Vario                         | AGCO 44 AWF HD | 90 (123)                                  | 524                   | 4810                       |
| 312 Vario                         | AGCO 44 AWF HD | 98 (133)                                  | 559                   | 4970                       |
| 313 Vario                         | AGCO 44 AWF HD | 105 (142)                                 | 596                   | 4970                       |
| 314 Vario                         | AGCO 44 AWF HD | 104 (142)                                 | 608                   | 5010                       |
| 314 Vario DP (DynamicPerformance) | AGCO 44 AWF HD | 112 (152)                                 | 650                   | 5010                       |